# Prohemerobius septemvirgatus
Prohemerobius septemvirgatus là một loài côn trùng trong họ Prohemerobiidae thuộc bộ Neuroptera. Loài này được Bode miêu tả năm 1953.